# Tricalysia oligoneura
Tricalysia oligoneura är en måreväxtart som beskrevs av Karl Moritz Schumann. Tricalysia oligoneura ingår i släktet Tricalysia och familjen måreväxter. Inga underarter finns listade i Catalogue of Life.